# Courtney Sarault
Courtney Lee Sarault (ur. 24 kwietnia 2000 w Grand Rapids) – kanadyjska łyżwiarka szybka, specjalizująca się w short tracku, medalistka mistrzostw świata.